# 因登 (瓦萊州)

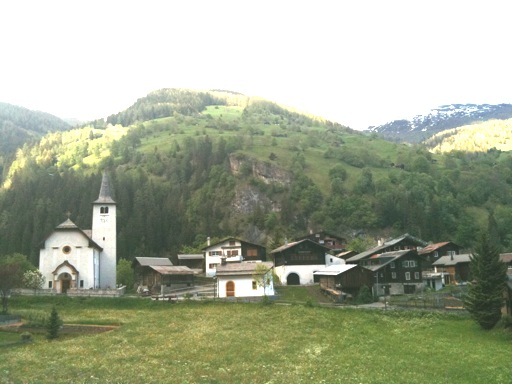

因登是瑞士的城鎮，位於該國南部，由瓦萊州負責管轄，面積9.86平方公里，海拔高度1,138米，2011年人口111，八成人口信奉羅馬天主教，人口密度每平方公里11人。

## 外部連結
- Official website（页面存档备份，存于） （德文）